# Медресе Панджоб

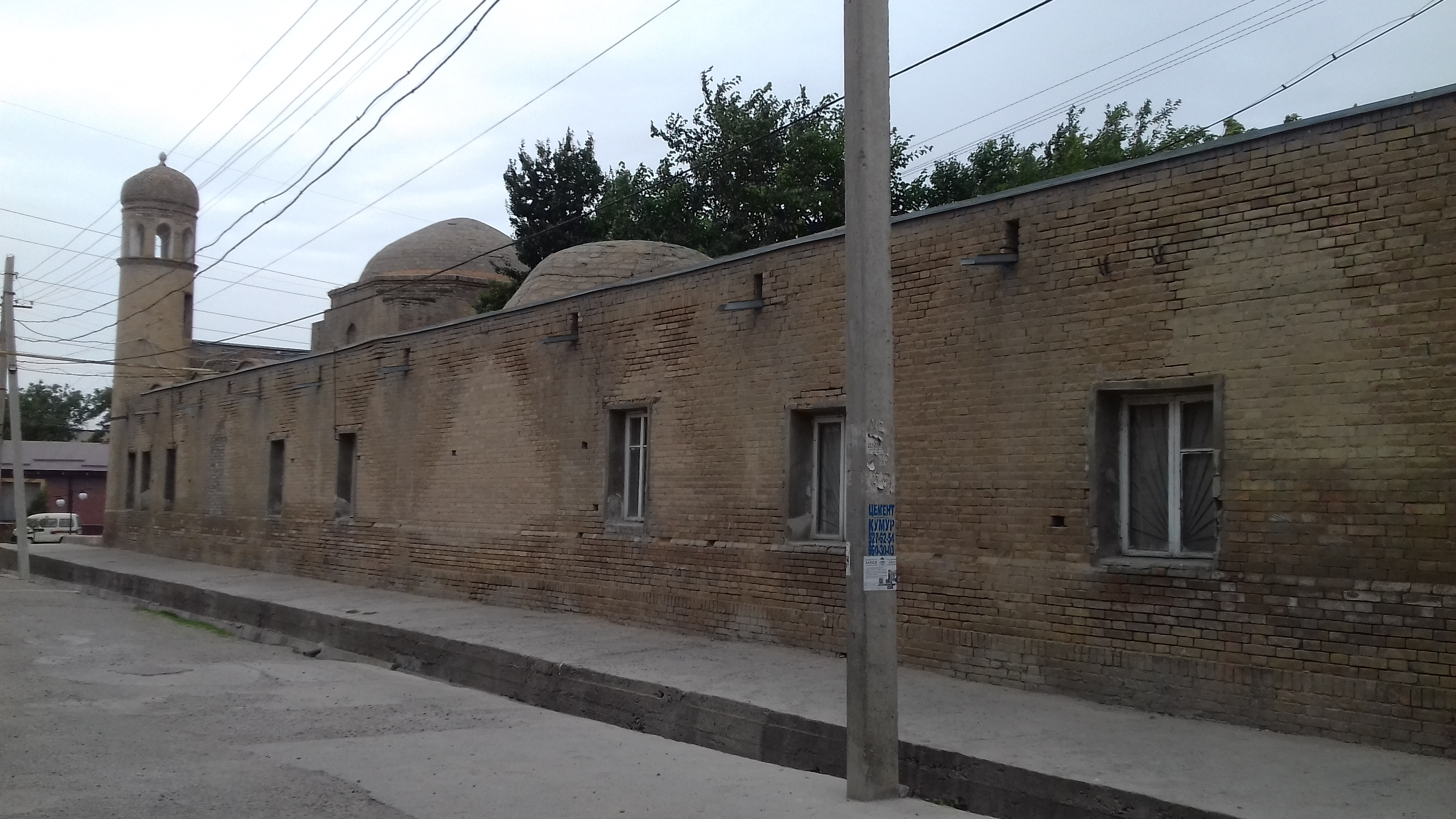
Вид на медресе с восточной стороны

Медресе́ Панджо́б, также встречается вариант Панджа́б — ныне недействующее шиитское мусульманское медресе в городе Самарканде, на улице Фирдоуси, построенное в 1889 году. Находится в восточной части Самарканда, в центре так называемого историко-географического городского района Панджо́б, где компактно проживает крупная диаспора среднеазиатских иранцев, которые проживают также и в других частях Самарканда, а также за его пределами. Название Панджо́б происходит от персидского и таджикского языков и переводится как Пять вод или Пятиречье (пандж — пять + об — вода/река). Медресе находится в соседстве с шиитской джума-мечетью Панджоб. В нескольких метрах к востоку от медресе находится крупное иранское шиитское кладбище с аналогичным названием.
Медресе Панджоб было построено в 1889 году местным зодчим и купцом Ходжа́ Абдураи́мом. С момента постройки и вплоть до 1920-х годов прошлого века, в медресе обучали исламским, а также светским наукам. Ходжа́ Абдураи́м одновременно с медресе строил также и мечеть Панджо́б, на месте более древней мечети. Таким образом, Ходжой Абдураимом был построен целый комплекс, который получил название Панджо́б. В этот же комплекс также входил хамма́м До́вути Панджо́б, который также был построен Ходжа Абдураимом после его возвращения с паломничества в иранские города Мешхе́д, Нишапу́р, Исфаха́н, Шира́з, Йезд и Кум. Чертёж и план данного хаммама он привёз из Мешхеда. Комплекс украшали также чайхана́ и хау́з.
Медресе представляет собой одноэтажное здание в персидском стиле, которое имеет в себе расположенную вокруг прямоугольного двора аудиторию и общежитие. Внутри медресе имеется тенистый дворик, где растут деревья, имеется хауз, также установлен памятник великому персидскому поэту — Фирдоуси.
В советские годы медресе не функционировало, и была в удручающем состоянии. В начале 1990-х годов медресе и мечеть были заново капитально отреставрированы усилиями властей по инициативе местной общины среднеазиатских иранцев, которые исповедуют шии́тский мазха́б исла́ма, в отличие от окружающих их узбеков и таджиков, которые придерживаются сунни́тского мазха́ба ислама. В последующие годы в мечети также проводились небольшие реставрационные работы. В реставрационных работах также участвовали приглашённые мастера из Ирана.
Вместе с остальными архитектурными, археологическими, религиозными и культурными памятниками Самарканда входит в список Всемирного наследия ЮНЕСКО под названием «Самарканд — перекрёсток культур».